# Condicional perfet de l'Indicatiu (català)
El condicional perfet de l'indicatiu en català és un temps verbal que serveix per a expressar fets necessaris ja passats perquè se n'esdevinguin uns altres que ja no són presents. En tant que temps compost del condicional simple, conserva els valors generals, però portats a un passat ja passat. De fet, conserva igualment el seu valor de cortesia, propi del temps no compost.

## Els valors del Condicional Perfet

### Valor general
El condicional perfet s'utilitza per a expressar una acció condicional ja acabada en el condicional en què plantegem l'acció. Manté les intencions de potencialitat i irrealitat però enviar l'acció a un passat ja passat.
- Condicional simple:

potencial: "si vinguessis, estaria content" (s'entén que encara té temps per venir)
irreal del present: "si vinguessin hui, estaria contenta" (s'entén que és massa lluny per venir ràpidament)
- Condicional perfet:

irreal del passat: "si haguessis vingut ahir, m'hauries fet content" (s'entén que no ha vingut)

### Altres valors
En tant que temps compost del condicional simple, el Condicional perfet també pot utilitzar-se per a expressar cordialitat. Aquesta, però, ja no és real, sinó passada. L'acció s'explica en un passat ja passat en què s'hi va necessitar l'ús del condicional.
M'hauries pogut donar el llapis!

## Formació del Condicional Perfet

### Els pronoms personals
Els morfemes de persona són els que relacionen el verb amb una persona gramatical, generalment representada pels pronoms personals que l'acompanyen.
Ell canvia de texans tots els dies.
En català, els pronoms personals o morfemes de persona no són necessaris perquè la flexió verbal ja indica el gènere i el nombre. Per aquest motiu se solen elidir ben sovint, en llengua parlada com escrita. Tot i això, en cas de necessitar posar èmfasi o donar més rellevància a la persona gramatical, hom acostuma a no dispensar-los.
Jo toco el piano totes les tardes. -> Toco el piano totes les tardes. 
Ella té classes de piano totes les tardes. -> Té classes de piano totes les tardes.
Els pronoms personals en català són els següents:
| Pronom personal | Persona | Nombre   |
| --------------- | ------- | -------- |
| Jo              | 1a      | singular |
| Tu              | 2a      | singular |
| Ell / Ella      | 3a      | singular |
| Nosaltres       | 1a      | plural   |
| Vosaltres       | 2a      | plural   |
| Ells / Elles    | 3a      | plural   |

En particular, la segona persona, en català, posseeix tres graus de tractament els quals fan variar el verb. A la pràctica, és a dir, en llengua parlada, els tractaments no formals són d'ús molt recurrent i habitual mentre que es dona preferència a les formes formals en l'escrit. I encara dins la llengua escrita, s'acostuma a prioritzar en administració les formes en "vós" perquè permet no distingir el gènere.
| Pronom personal | Verb                    | Exemple                                                         |
| --------------- | ----------------------- | --------------------------------------------------------------- |
| Tu              | 2a singular             | Portes un jersei nou!                                           |
| Vostè / Vostès  | 3a singular / 3a plural | Faci'm el favor... / Ens podrien confirmar la seua assistència? |
| Vós             | 2a plural               | Ompliu els requadres en blanc amb la forma correcta             |

### Les conjugacions
El català és una llengua flexionada de forma que els verbs presenten un lexema verbal (o arrel) que expressa el contingut lèxic del verb i es repeteix en totes les formes dels verbs regulars. Els morfemes verbals, en canvi, presenten variació, ja que expressen, en una mateixa desinència, el nombre, la persona, el temps i el mode.
| Verb        | Lexema verbal | Morfema verbal |
| ----------- | ------------- | -------------- |
| estudio     | estudi-       | -o             |
| descobreixo | descobr-      | -eixo          |
| perdo       | perd-         | -o             |

En conseqüència, els verbs es conjuguen en funció de les seves conjugacions o morfemes verbals d'arrel.
- Verbs acabats en -AR (1a conjugació)
- Verbs acabats en -ER o -RE (2a conjugació)
- Verbs acabats en -IR (3a conjugació)

Els verbs de la tercera conjugació poden ser purs o incoatius. Els verbs purs són els que segueixen el model regular de conjugació mentre que els incoatius afegeixen l'increment -eix o -ix segons la variant dialectal entre el lexema verbal i la terminació de la primera, segona, tercera persones del singular i la tercera del plural.
Obro la porta (pur)
Floreixen les flors del jardí (incoatiu)
Finalment, els verbs dur i dir són considerats verb de la segona conjugació, és a dir, es conjuguen segons el model regular de la segona conjugació, tot i presentar lexemes verbals irregulars.

### Construcció del Condicional Perfet

#### Conjugació regular
La construcció regular del condicional perfet de l'indicatiu es fa amb l'ajuda del verb "haver" que s'utilitza com a auxiliar. És a dir, és un verb "ajuda" que ens permet construir el valor que posseeix el condicional perfet. D'aquesta manera, es conjuga en primer lloc el verb haver en el condicional simple d'indicatiu. Tot seguit, s'afegeix a aquesta estructura el verb d'acció que es conjuga en participi passat.
| Persona      | Haver   |   | Verb  |
| ------------ | ------- | - | ----- |
| Jo           | hauria  |   | jugat |
| Tu           | hauries |   | jugat |
| Ell / Ella   | hauria  | + | jugat |
| Nosaltres    | hauríem |   | jugat |
| Vosaltres    | hauríeu |   | jugat |
| Ells / Elles | haurien |   | jugat |

El resultat final dona la regularitat següent:
| Persona      | Jugar         | Perdre         | Servir         |
| ------------ | ------------- | -------------- | -------------- |
| Jo           | hauria jugat  | hauria perdut  | hauria servit  |
| Tu           | hauries jugat | hauries perdut | hauries servit |
| Ell / Ella   | hauria jugat  | hauria perdut  | hauria servit  |
| Nosaltres    | hauríem jugat | hauríem perdut | hauríem servit |
| Vosaltres    | hauríeu jugat | hauríeu perdut | hauríeu servit |
| Ells / Elles | haurien jugat | haurien perdut | haurien servit |

#### Conjugació irregular
La irregularitat en aquest cas la presenta el verb haver auxiliar i els participis passats que l'acompanyen. Així, al verb haver conjugat en condicional simple, ja de per si irregular, s'hi afegeix la irregularitat dels participis. La regularitat voldria que els verbs al participi passat seguissin aquesta norma:
- verbs acabats en -AR: -at, -ada, -ats, -ades
- verbs acabats en -RE o -ER: -ut, -uda, -uts, -udes
- verbs acabats en -IR: -it, -ida, -its, -ides

Però, malgrat la norma, alguns participis passats són irregulars.
- alguns verbs formen el participi passat en -ès (promès, entès, etc.)
- alguns verbs formen el participi passat alterant el morfema (tingut, vingudes, venut, etc.)
- alguns verbs de la segona conjugació formen el participi passat com a la tercera conjugació (escrit, cuit, etc.)
- alguns verbs formen el participi passat en -os (clos, fos, etc.)
- alguns verbs formen el participi passat en -às (romàs)
- alguns verbs formen el participi passat en -ost (post, respost, compost, correspost, etc.)
- alguns verbs formen el participi passat en -olt (absolt, dissolt, molt, resolt, etc.)

En les formes valencianes del català alguns participis passats difereixen de la irregularitat: complit, establit, etc.